# Dom Mądrości

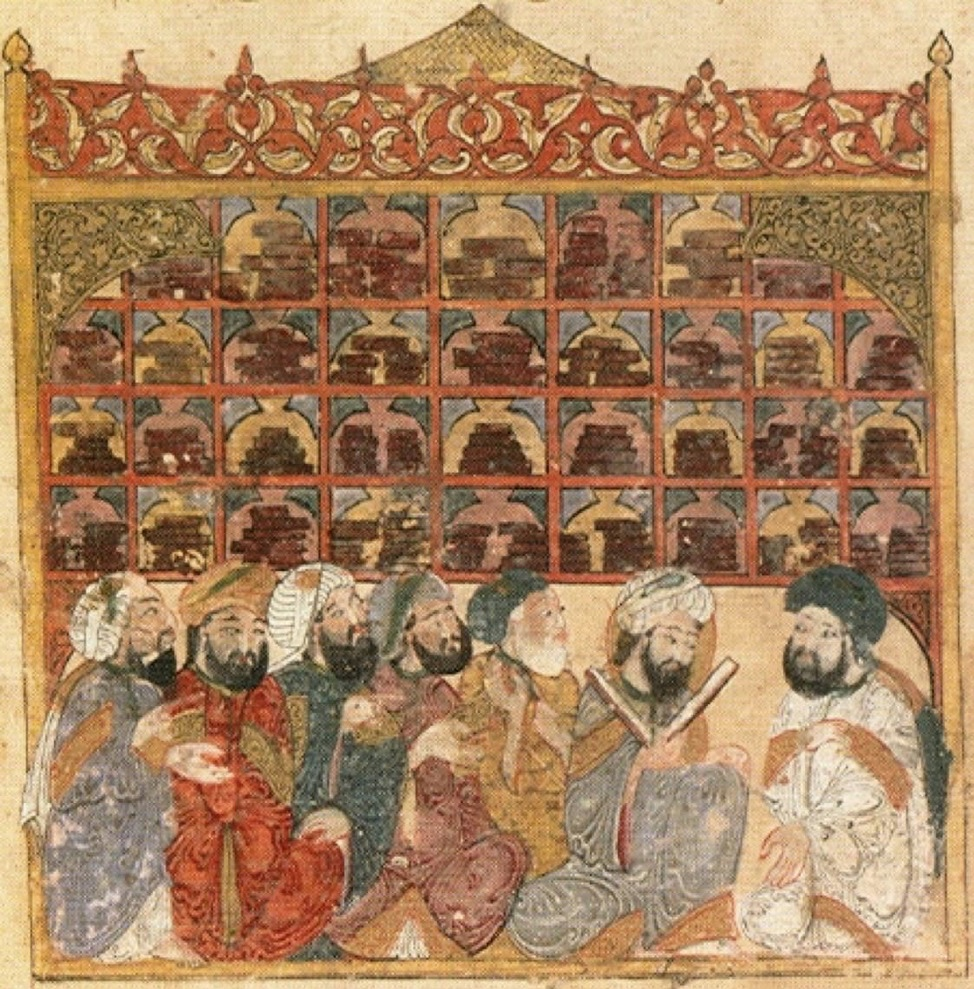
Mędrcy w Domu Mądrości, ilustacja z rękopisu Makam Al-Haririego. Bagdad, 1237

Dom Mądrości w Bagdadzie (arab. Bajt al-Hikma) – pierwsza i być może najważniejsza z klasycznych akademii arabskich,  założona w 830 r. przez kalifa abbasydzkiego Al-Mamuna (panował 813–833) w Bagdadzie. Była najważniejszym ośrodkiem tłumaczeniowym na Bliskim Wschodzie w IX i X w. Najważniejszym jej zadaniem było tłumaczenie dzieł filozoficznych i naukowych z greckich oryginałów (zobacz Ruch tłumaczeniowy w Bagdadzie), które, zgodnie z tradycją, zostały przywiezione z Ar-Rumu (czyli z Bizancjum) przez delegację wysłaną przez kalifa. Już wcześniej, za panowania ojca Al-Mamuna, Haruna ar-Raszida, tworzona była biblioteka, nazywana Chizanat al-Hikma (Skarbnica [ksiąg] Mądrości), która posłużyła za podstawę dla Bajt al-Hikma. Dom Mądrości funkcjonował aż do roku 1258, kiedy Mongołowie, burząc Bagdad, cały księgozbiór wrzucili do Tygrysu. Jak głoszą podania, rzeka ta przez 7 dni miała czerwoną wodę.